# Недосягаемый
«Недосягаемый» (англ. Highpoint) — кинофильм.

## Сюжет
Бизнесмен Джеймс Хатчер похищает десять миллионов долларов во время совместной операции ЦРУ и мафии и скрывается. При этом Льюис Кинни, безработный бухгалтер, становится телохранителем жены и матери Хатчера. Когда мафиози и ЦРУ узнают о том, что их надули, они решают вернуть деньги во что бы тот ни стало, но бизнесмен очередной раз сбивает их с толку, пустив слух, что Кинни на самом деле является наёмным убийцей. Теперь бывшему бухгалтеру, неподозревавшему о махинациях своего нанимателя, придётся выкручиваться из этой истории.

## В ролях
- Кристофер Пламмер — Джеймс Хатчер
- Ричард Харрис — Льюис Кинни
- Беверли Д’Анджело — Лиз
- Кейт Рэйд — мать Хатчера
- Питер Донат